# Le Repos (Bouguereau)
Pour les articles homonymes, voir Repos.
Le Repos est un tableau réalisé par le peintre français William Bouguereau en 1879. Cette huile sur tissu de format vertical est une idylle qui représente une paysanne et deux enfants assis près d'un arbre, avec la basilique Saint-Pierre dans le lointain. Achetée à l'artiste par Hinman B. Hurlbut en juillet 1879, l'œuvre est conservée depuis 1915 au Cleveland Museum of Art, à Cleveland, dans l'Ohio, aux États-Unis.